# Claude-Henri Vic
Claude-Henri Vic, né Claude-Henri-Benjamin Teissedre le 18 juin 1921 à Quissac (Gard) et mort le 23 juin 1986 à Aigues-Vives (Gard), est un compositeur et un éditeur musical français. 

## Biographie
Claude-Henri Vic commence sa carrière au début des années 1950 en composant des chansons inspirées par la liturgie chrétienne avec des paroles de Jacques Hourdeaux ou des romances avec des paroles de l’ancien chanteur Georges Bérard (Cœurs solitaires pour Tino Rossi en 1954). 
Au début des années 1960, il écrit avec Jean Ferrat, Près de la rivière enchantée, que Ferrat enregistre sous le pseudonyme de Noël Frank et Federico Garcia Lorca,. Il compose également Le Plaisir pour Christine Sèvres, l'épouse de Jean Ferrat, (1962).
En 1961, il collabore avec l’auteur Georges Coulonges (Ben-Dupont, Sa majesté).
C’est cependant en composant, avec Rolland Valade pour parolier, Un premier amour pour Isabelle Aubret qu’il accède à la notoriété grâce au Grand Prix que celle-ci remporte au Concours Eurovision de la chanson 1962.
Son succès suivant est une composition pour Hugues Aufray, À bientôt nous deux, avec des paroles de Robert Gall (1964). 
Il compose ensuite et notamment quelques titres pour France Gall : Le Premier chagrin d’amour (paroles de Robert Gall, 1964), On se ressemble toi et moi (paroles de Robert Gall, 1965), Bonsoir John John (paroles de Gilles Thibaut, 1966) et Les Yeux bleus (paroles de Robert Gall 1967).  
De 1960 à 1972, Claude-Henri Vic est le directeur général artistique des éditions musicales Fantasia, filiale des disques français Festival.